# سالاميس (جزيرة)
سَلاميز Salamis جزيرة يونانية على شكل حافر الفرس، تقع على خليج سارونيك على بُعد 16كم غرب أثينا. وتبلغ مساحة الجزيرة 95كم² ويبلغ عدد سكانها 28,500 نسمة. تعتبر سالامينا أهم مدينة في الجزيرة. معظم الأراضي صخرية جبلية، وغالبية السكان من الألبانيين، يزرعون العنب و الزيتون وأنواع الفاكهة في الأودية والمناطق الساحلية. تعرف جزيرة سلاميز أيضا باسم حديث هو كولوري وهي تعني هلال الخبازين.
خاض الإغريق والفرس معارك بحرية ضارية قرب سلاميز عام 480ق .م. عندما تقدم الفرس بعد معركة ثرموبايلي، لجأ الأثينيون إلى جزيرة سلاميز ينشدون الأمان. حاولت سفن الفرس سد طريق الانسحاب أمام مراكب الإغريق فدمر الإغريق نصف الأسطول الفارسي.

## معرض صور

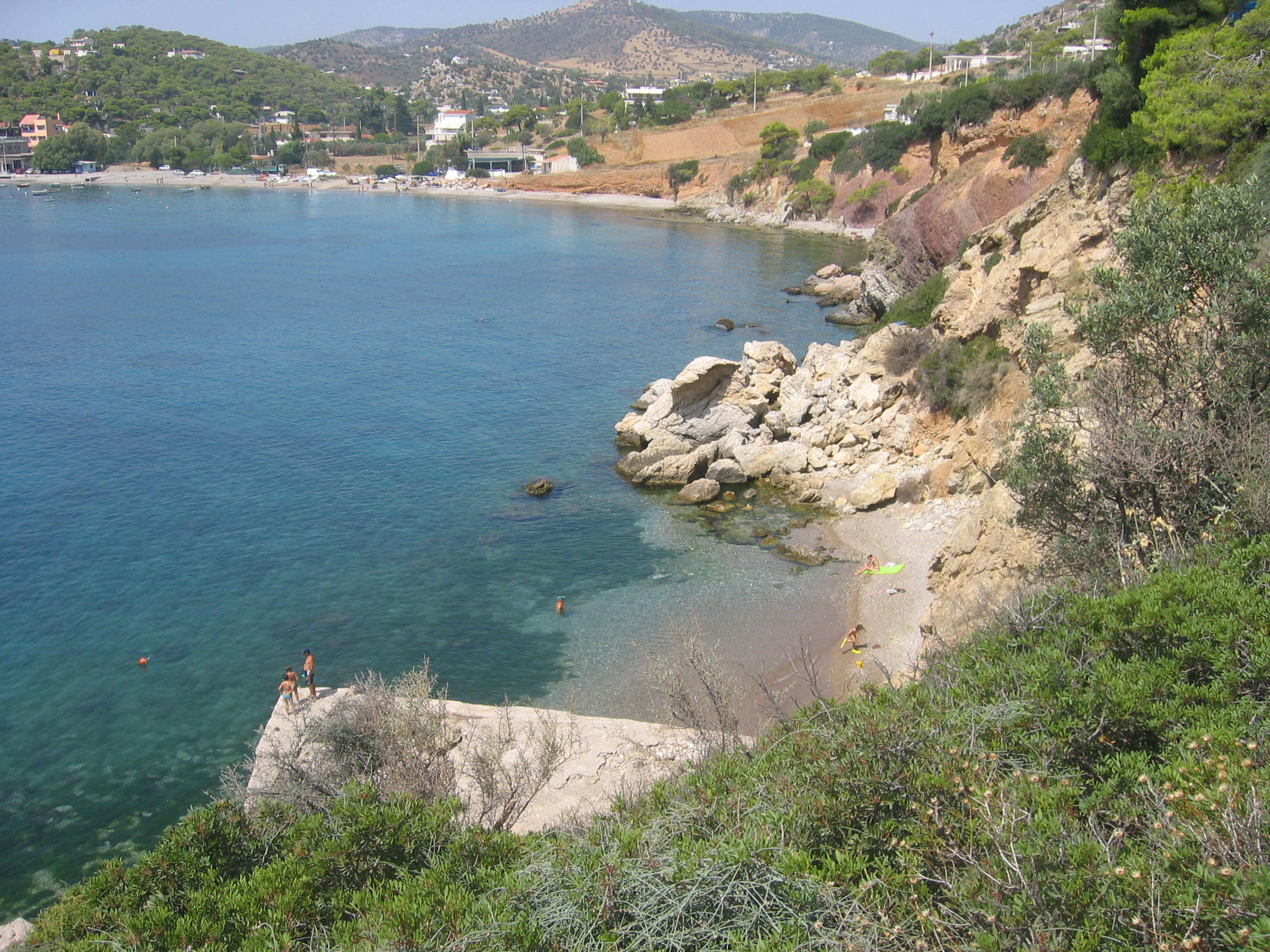
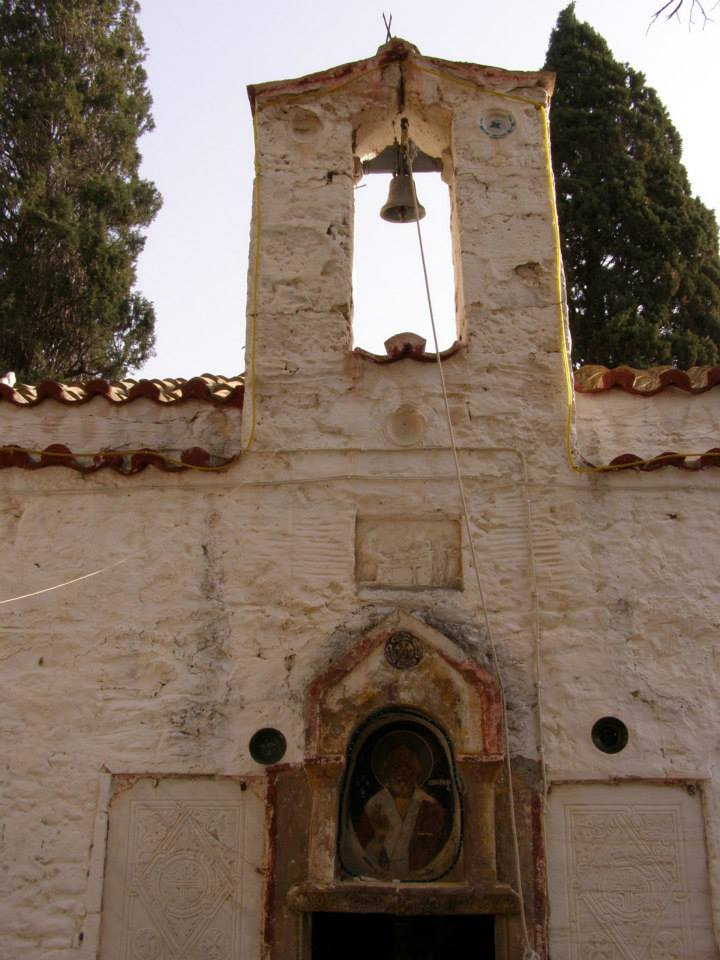
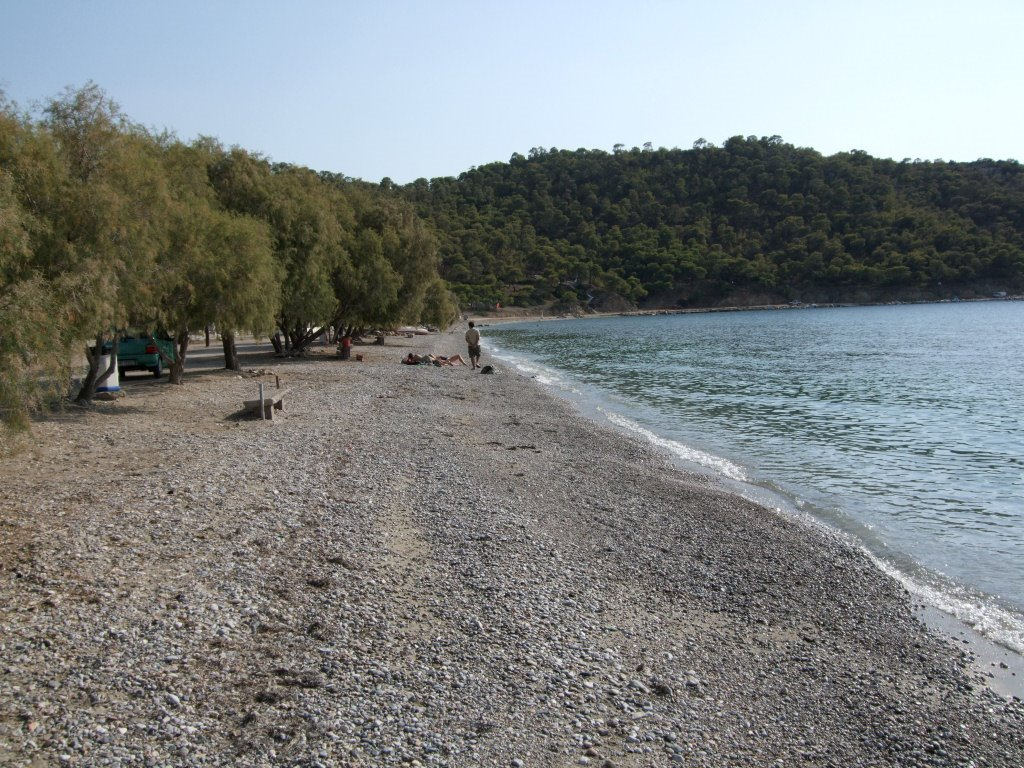
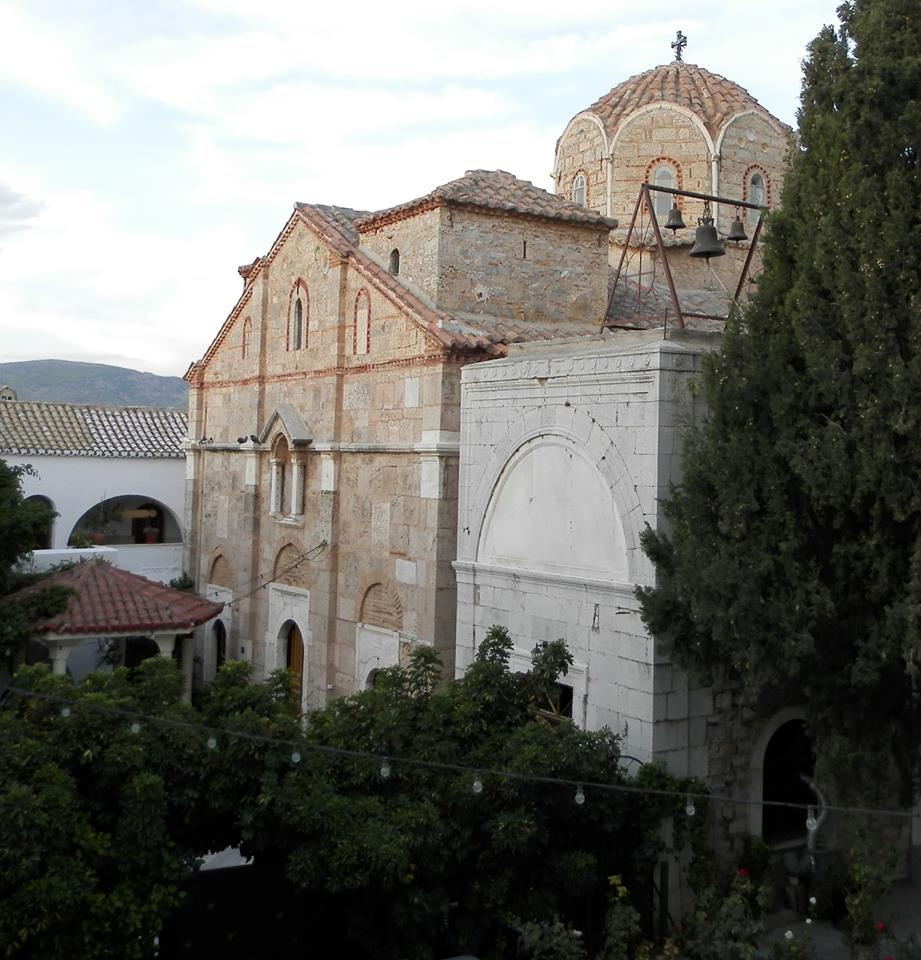

## أعلام
- ثيودوروس بانغالوس
- يوربيديس
- آريابيجنز